# BAW Fenix
Beim BAW Fenix (russisch BAW Фenix) handelt es sich um einen leichten Lastkraftwagen, welcher von 2006 bis in den Sommer 2008 hinein von der Beijing Automobile Works und seither von der BAW-RUS Motor Corporation für den russischen Markt hergestellt wird. Das Modell entspricht technisch dem in China produzierten Beijing Qiling.
Das Modell ist als Pritschenwagen sowie Kastenwagen mit verschiedenen Aufbauten erhältlich. Den Pritschenwagen gibt es auf Wunsch auch mit einem Auslegerkran. Je nach Aufbau sind die Maße unterschiedlich. So kann die Länge der Fahrzeuge von 5950 mm bis 6000 mm, bzw. 6700 mm bei der Pritsche mit Auslegerkran reichen. Die Breite reicht von 2000 bis 2200 mm, beim Pritschenwagen sogar bis 2245 mm.
Die Einstiegsmotorisierung stellt der CA4DC2-10E3 mit einer Leistung von 76 kW. Darüber angesiedelt ist der 88 kW starke CA4DC2-10E4. Beide Motoren verfügen über einen Hubraum von 3168 cm³. Das maximale Drehmoment beider Motoren wird auf 245 Nm/1900–2100 angegeben. Der Durchschnittsverbrauch liegt bei 13,5 Liter. Bei Einheiten mit Stadtmodus kann der Durchschnittsverbrauch auf 12 Liter gesenkt werden. Die Motoren entsprechen der EURO-III-Abgasnorm.
Unter der Bezeichnung BAW Fenix L (russisch BAW Фenix L) werden die mittelschweren Lastkraftwagen vertrieben. So gibt es auch hier verschiedene Ausführungen von Pritschenwagen und dem Kastenwagen. Daneben gibt es die Auslegerkräne nun in verschiedenen Varianten. Zudem gibt es auch, Autotransportwagen, Tankwagen, Kipper und Müllwagen. Die Fahrzeuglänge reicht von 5980 mm bis 7900 mm. Die Fahrzeugbreite reicht von 2245 mm bis 2350 mm.
Der Standardmotor wird mit dem 88 kW starken CA4DC2-12E3 gestellt. Das maximale Drehmoment liegt bei 180 Nm/3200. Die Topmotorisierung hingegen wird mit dem 91 kW starken CA4DC2-12E4 gestellt. Das maximale Drehmoment liegt bei 320 Nm/1900–2100. Der Durchschnittsverbrauch wird auf 17,7 Liter, im Stadtmodus auf 15,9 Liter, angegeben. Beide Motoren haben einen Hubraum von 3168 cm³und entsprechen der EURO-III-Abgasnorm.